# Hotel Gellért
Hotel Gellért er et hotel i Budapest. Hotellet blev bygget ved siden af floden Donau mellem 1916 og 1918 i Art Nouveau (Jugendstil). Hotellet ligger under Gellérthøjen som i flere hundrede år har været kendt for sine helsebringende kilder.
I tilknytning til hotellet ligger Gellért bad, som blev bygget samtidig med hotellet. Badet bliver drevet af en stiftelse, men hotellets gæster har gratis adgang til badet.